# Рябенький, Василий Иванович
Василий Иванович Ря́бенький (1958—2014) — советский и украинский художественный деятель, генеральный директор Донецкого ГАТОБ имени А. Б. Соловьяненко.

## Биография
Родился 3 декабря 1958 года, Среда, в селе Гудымы (ныне Роменский район, Сумская область, Украина). Окончил Донецкую государственную академию управления. Около 20 лет руководил Донецким ГАТОБ имени А. Б. Соловьяненко.
В декабре 2012 года Донецким театром оперы и балета впервые на Украине была презентована постановка оперы Р. Вагнера «Летучий голландец». Этот спектакль считается одной из самых сложных в мире, однако коллектив «Донбасс Оперы» достойно справился с поставленной задачей, вызвав фурор среди зрителей и театральных критиков. Стоимость спектакля составила около 3,5 млн $. Кроме Донецка аншлаги были собраны в Киеве, Львове, Одессе. В конце 2013 года спектакль был выдвинут на соискание Национальной премии Украины имени Тараса Шевченко.
Несмотря на боевые действия в районе Донецка, 4 октября 2014 года Василию Рябенькому все же удалось открыть новый сезон «Донбасс Оперы», причём в течение первых дней спектакли для населения происходили совершенно бесплатно. Однако моральное перенапряжение сильно ударило по здоровью директора театра, и в ночь с 7 на 8 октября сердце Василия Ивановича остановилось.

## Награды и премии
- Национальная премия Украины имени Тараса Шевченко (6.11.2014 — посмертно) — за постановку оперы «Летучий голландец»[4].
- Орден «За заслуги» III степени (16 января 2009 года) — за весомый личный вклад в дело консолидации украинского общества, перестройку демократического, социального и правового государства и по случаю Дня Соборности Украины[5]
- Заслуженный деятель искусств Украины (20 января 2006 года) — за весомый личный вклад в социально-экономическое и культурное развитие Донецкой области, весомые трудовые достижения, высокий профессионализм и по случаю Дня Соборности Украины[6]